# アメリカン・キックボクシング・アカデミー
アメリカン・キックボクシング・アカデミー（American Kickboxing Academy、略称 AKA）は、アメリカ合衆国の総合格闘技ジム。カリフォルニア州サンノゼに所在。

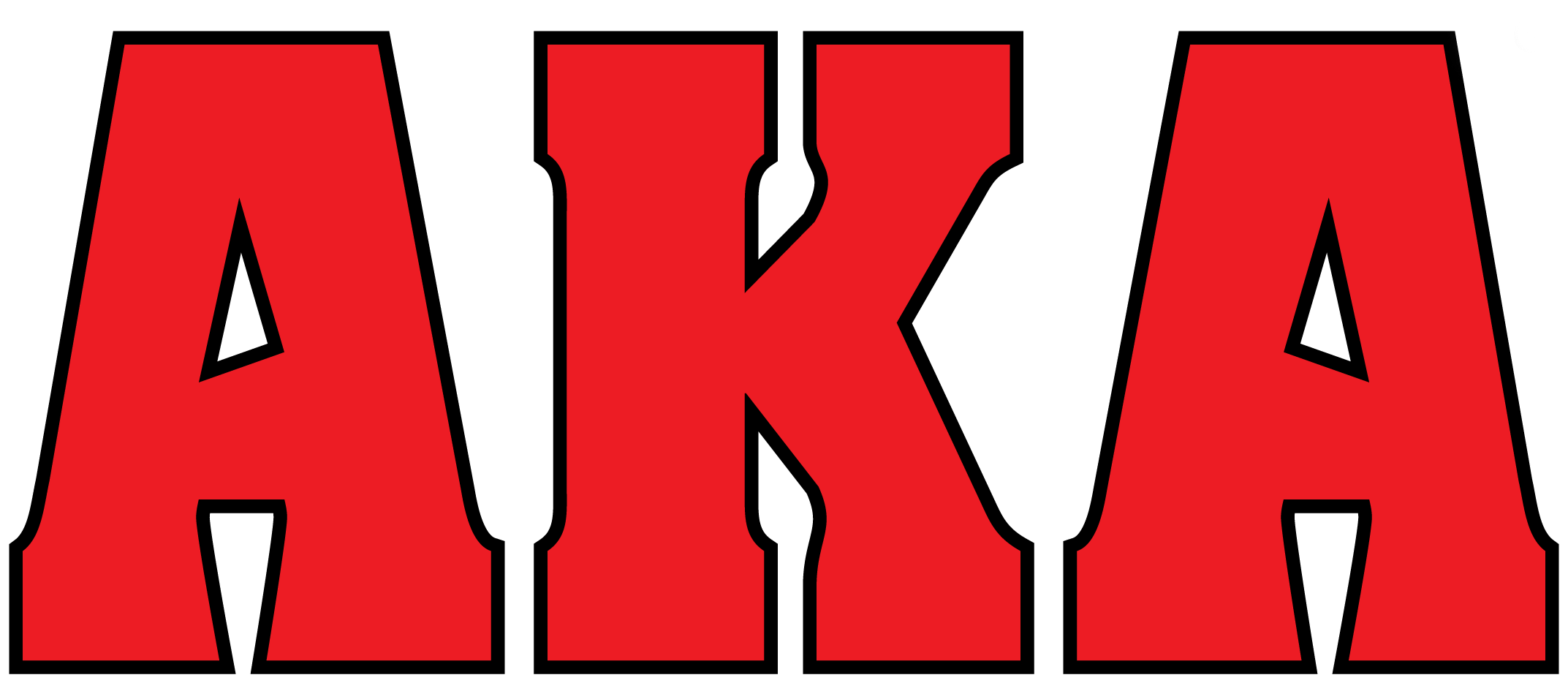
ロゴ

## 概要

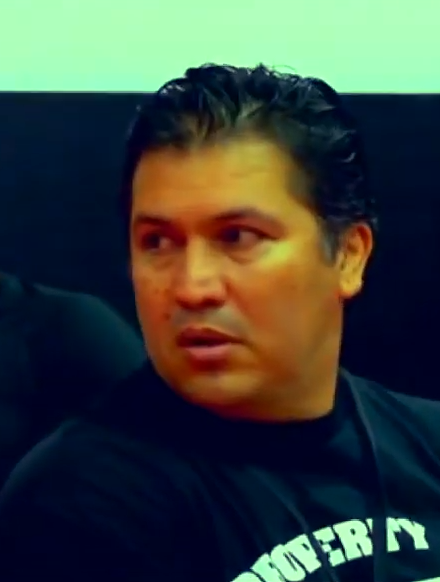
会長のハビアー・メンデス

元々はハビアー・メンデスによって1985年に設立されたキックボクシングのジムだったが、1997年にフランク・シャムロックとチームを組んだのがきっかけとなり総合格闘技に進出。今では、総合格闘技の北米トップジムの1つとなっている。
2014年、タイのプーケットに系列ジムのAKAタイランドを開設した。

## コーチングスタッフ
- ハビアー・メンデス - ヘッドコーチ
- ボブ・クック - MMAコーチ
- ダニエル・コーミエ - レスリングコーチ
- レアンドロ・ヴィエイラ - 柔術コーチ

## 主な所属選手
- ハビブ・ヌルマゴメドフ（元UFC世界ライト級王者）
- ダニエル・コーミエ（元UFC世界ヘビー級、ライトヘビー級王者）
- ケイン・ヴェラスケス（元UFC世界ヘビー級王者）
- ルーク・ロックホールド（元UFC・Strikeforce世界ミドル級王者）
- イスラム・マカチェフ（元UFC世界ライト級王者）
- ジャーメイン・デ・ランダミー（元UFC世界女子フェザー級王者）
- ウスマン・ヌルマゴメドフ（現Bellator世界ライト級王者）
- リアム・マギリー（元Bellator世界ライトヘビー級王者）
- アルジャン・ブラー（元ONE世界ヘビー級王者）
- ジョン・フィッチ（元WSOF世界ウェルター級王者）
- ブラゴイ・イワノフ（元WSOF世界ヘビー級王者）
- ウマル・ヌルマゴメドフ
- アブバカル・ヌルマゴメドフ
- タギル・ウランベコフ
- ズバイラ・ツフゴフ
- タイ・トゥイバサ
- マット・シュネル
- ダン・イゲ
- グレイ・メイナード
- エンリケ・バルソラ
- トッド・ダフィー
- ベチ・コヘイア

### AKAタイランド
- マーク・ハント
- アミル・アリアックバリ
- マネル・ケイプ
- アナスタシア・ヤンコヴァ
- マイク・スウィック

## 元所属選手
- フランク・シャムロック（UFC世界ライトヘビー級王者）
- アンソニー・ジョンソン
- ジョシュ・トムソン
- キング・モー
- ジョシュ・コスチェック
- カン・リー
- フィル・バローニ
- ボビー・サウスワース
- タイソン・グリフィン
- ハーシェル・ウォーカー
- ブライアン・ジョンストン
- ダニエル・ピューダー
- マリウス・ザロムスキー